# Gnophos destrigaria
Gnophos destrigaria är en fjärilsart som beskrevs av Nitsche 1926. Gnophos destrigaria ingår i släktet Gnophos och familjen mätare. Inga underarter finns listade i Catalogue of Life.